# Ворму (кантон)
Ворму́ (фр. Wormhout) — кантон во Франции, находится в регионе О-де-Франс, департамент Нор. Входит в состав округа Дюнкерк.

## История
До 2015 года в состав кантона входили коммуны:
- Боллезеель
- Броксеель
- Волькеринков
- Ворму
- Зегерскаппель
- Ледерзеель
- Ледренгем
- Меркегем
- Ньёрле
- Эрзеель
- Эскельбек

В результате реформы 2015 года  состав кантона был изменен — в него были включены отдельные коммуны упраздненных кантонов Берг, Бурбур, Кассель, Ондскот и Стенворд.

## Состав кантона с 22 марта 2015 года
В состав кантона входят коммуны (население по данным Национального института статистики за 2017 г.):
- Ардифор (381 чел.)
- Арнек (1 617 чел.)
- Бавеншов (972 чел.)
- Бамбек (770 чел.)
- Биссезеель (247 чел.)
- Боллезеель (1 435 чел.)
- Броксеель (403 чел.)
- Бюишер (583 чел.)
- Варем (2 032 чел.)
- Ваттан (2 563 чел.)
- Вемае-Каппель (252 чел.)
- Вест-Каппель (628 чел.)
- Вильдер (291 чел.)
- Виннезель (1 306 чел.)
- Волькеринков (567 чел.)
- Ворму (5 632 чел.)
- Вюльверденг (309 чел.)
- Зегерскаппель (1 529 чел.)
- Зермезеель (223 чел.)
- Зюйтпеен (524 чел.)
- Каэдипр (1 095 чел.)
- Киллем (1 116 чел.)
- Крошт (667 чел.)
- Ледерзеель (676 чел.)
- Ледренгем (661 чел.)
- Меркегем (593 чел.)
- Миллам (813 чел.)
- Ноордпеен (788 чел.)
- Ньёрле (937 чел.)
- Ольк (896 чел.)
- Ондскот (4 083 чел.)
- Ост-Каппель (465 чел.)
- Оштезеель (383 чел.)
- Рекспоэд (2 001 чел.)
- Рюбрук (939 чел.)
- Сен-Момелен (462 чел.)
- Сокс (938 чел.)
- Стенворд (4 368 чел.)
- Тердегем (532 чел.)
- Уамилль (3 214 чел.)
- Удезель (686 чел.)
- Уткерк (994 чел.)
- Эренгем (479 чел.)
- Эрзеель (1 640 чел.)
- Эскельбек (2 115 чел.)

## Политика
На президентских выборах 2022 г. жители кантона отдали в 1-м туре Марин Ле Пен 34,7 % голосов против 27,9 % у Эмманюэля Макрона и 13,3 % у Жана-Люка Меланшона; во 2-м туре в кантоне победила Ле Пен, получившая 53,9 % голосов. (2017 год. 1 тур: Марин Ле Пен – 31,8 %,  Франсуа Фийон – 20,8 %, Эмманюэль Макрон – 17,7 %, Жан-Люк Меланшон – 15,5 %; 2 тур: Макрон – 50,7 %).
С 2015 года кантон в Совете департамента Нор представляют Патрик Валуа (Patrick Valois) и мэр коммуны Виннезель Анн Ванпен (Anne Vanpeene) (оба — Разные правые).
|                | Кандидаты                  | Партия                   | Первый тур | Первый тур     | Второй тур | Второй тур |
| Кол-во голосов | Кандидаты                  | Партия                   | % голосов  | Кол-во голосов | % голосов  |            |
| -------------- | -------------------------- | ------------------------ | ---------- | -------------- | ---------- | ---------- |
|                | Патрик Валуа Анн Ванпен    | Разные правые            | 9 577      | 63,30          | 11 335     | 76,03      |
|                | Седрик Бернар Лолита Эрриу | Национальное объединение | 3 484      | 23,03          | 3 574      | 23,97      |
|                | Пьер Гонсалес Николь Лорьо | Левый блок – Зелёные     | 2 069      | 13,67          |            |            |

|                | Кандидаты                           | Партия                  | Первый тур | Первый тур     | Второй тур | Второй тур |
| Кол-во голосов | Кандидаты                           | Партия                  | % голосов  | Кол-во голосов | % голосов  |            |
| -------------- | ----------------------------------- | ----------------------- | ---------- | -------------- | ---------- | ---------- |
|                | Патрик Валуа Анн Ванпеен            | Разные правые           | 10 736     | 48,40          | 13 407     | 62,97      |
|                | Джессика Диас Феррейра Гастон Лемер | Национальный фронт      | 7 691      | 34,67          | 7 885      | 37,03      |
|                | Кристиан Дево Мари-Колетт Пладис    | Социалистическая партия | 3 756      | 16,93          |            |            |

|  | Кандидат      | Партия                  | % голосов |
|  | ------------- | ----------------------- | --------- |
|  | Патрик Валуа  | Разные правые           | 61,19     |
|  | Режи Винкель  | Национальный фронт      | 21,13     |
|  | Лорен Дени    | Разные левые            | 15,28     |
|  | Даниэль Винье | Коммунистическая партия | 2,41      |

|  | Кандидат         | Партия                  | % голосов |
|  | ---------------- | ----------------------- | --------- |
|  | Патрик Валуа     | Разные правые           | 58,73     |
|  | Одиль Лесаж      | Социалистическая партия | 24,53     |
|  | Фредерик Мессаже | Национальный фронт      | 10,31     |
|  | Франсуа Деграв   | Разные левые            | 4,68      |
|  | Даниэль Винье    | Коммунистическая партия | 1,76      |